# Guda (Buchmalerin)
Guda war eine deutsche Nonne und Buchmalerin des 12. Jahrhunderts.

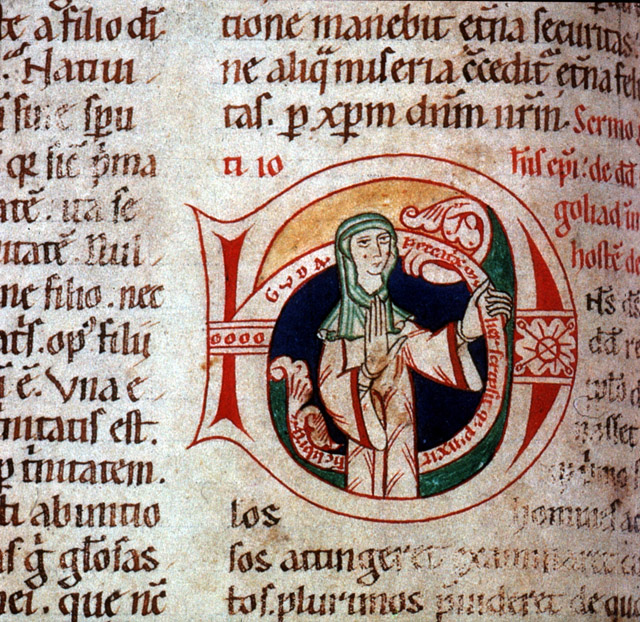
Gudas Selbstporträt und Signatur

Sie ist namentlich als Schreiberin und Malerin im Predigtbuch Ms. Barth. 42 der Universitätsbibliothek Frankfurt erwähnt. In diesem Band befindet sich in der Initiale «D» des Wortes dominus auf Folio 110 verso das von ihr ausgeführte Selbstbildnis, das als das wohl früheste Selbstporträt einer Künstlerin des Abendlandes gilt. Auf der Buchminiatur ist sie stehend dargestellt, sie hält in der linken Hand eine aus dem Buchstaben wachsende Ranke, die eine lateinische Aufschrift trägt, mit der die Schreiberin ihre Urheberschaft am Buch bezeugt: GUDA peccatrix mulier scripsit quae pinxit hunc librum. Die erhobene rechte Hand hält sie den Betrachtenden selbstbewusst und wie zur Bekräftigung dieser Aussage entgegen. Künstlersignaturen aus jener Zeit sind eine große Seltenheit. Im ganzen Buch sind die Anfangsbuchstaben von neun Kapiteln mit Rankenwerk und figürlichen Elementen verziert, es kommen außer dem Selbstbildnis noch Zeichnungen von Blüten und Drachen sowie, beim Text zur Feier Mariae Himmelfahrt, eine Miniatur der Muttergottes vor. Die Autorschaft der im Band abgeschriebenen lateinischen Predigttexte ist nicht erwähnt.
Der von der Schreiberin selbst in der Form Guda notierte Name dürfte eine Variante des im Mittelalter weit verbreiteten deutschen Vornamens Guta bzw. jünger Jutta sein.
Wo Gudas Lebens- und Wirkungsort war, ist unbekannt. Die Abbildung zeigt sie im Kleid einer Klosterfrau; deshalb und auch wegen ihrer Tätigkeit in einem Skriptorium nimmt man an, sie sei Angehörige eines Frauenkonvents im Rheinland gewesen. Das von ihr geschriebene Buch stammt aus dem Bartholomäusstift in Frankfurt am Main, ob Guda jedoch in Frankfurt lebte, ist nicht belegt, und eindeutige Hinweise auf ihre Ausbildung als Schreiberin und Miniaturistin scheinen zu fehlen.
Gudas Name ist in der künstlerischen Installation The Dinner Party von Judy Chicago in der Gesellschaft von Roswitha von Gandersheim aufgeführt.